# Meuraksa (Kembang Tanjong)
Meuraksa is een bestuurslaag in het regentschap Pidie van de provincie Atjeh, Indonesië. Meuraksa telt 773 inwoners (volkstelling 2010).